# Myrioblephara miscellanea
Myrioblephara miscellanea är en fjärilsart som beskrevs av W. Warren 1907. Myrioblephara miscellanea ingår i släktet Myrioblephara och familjen mätare. Inga underarter finns listade i Catalogue of Life.